# 阿萨巴斯卡河
阿萨巴斯卡河（Athabasca River）位于加拿大艾伯塔省境内，发源于贾斯珀国家公园的哥伦比亚冰原，自西南向东北，最终注入阿萨巴斯卡湖。